# Albanie au Concours Eurovision de la chanson 2020
L'Albanie était l'un des quarante et un pays participants prévus du Concours Eurovision de la chanson 2020, qui aurait dû se dérouler à Rotterdam aux Pays-Bas. Le pays aurait été représenté par la chanteuse Arilena Ara et sa chanson Fall from the Sky, sélectionnées via le Festivali I Këngës 2019. L'édition est finalement annulée en raison de la pandémie de Covid-19.

## Sélection
Le diffuseur RTSH confirme sa participation à l'Eurovision 2020 le 22 juillet 2019, confirmant par la même occasion que le représentant sera sélectionné via le Festivali I Këngës. Un appel aux candidatures pour ce Festival a été lancé par le diffuseur entre le 22 juillet et le 15 septembre 2019.

### Format
Le Festival est composé de deux demi-finales et d'une finale et réunit vingt artistes. Dix artistes participent lors de chaque demi-finale. Au terme des demi-finales, douze artistes se qualifient pour la finale tandis que les huit autres sont éliminés. Les votes sont constitués en leur intégralité par le vote d'un jury, composé de trois jurés internationaux — Christer Björkman, Dimitris Kontopoulos et Felix Bergsson — et de deux jurés nationaux — Mikaela Minga et Rita Petro.

### Chansons
Les noms des candidats sont annoncés le 25 octobre 2019 et les chansons sont publiées le 9 décembre 2019.
| Artiste                     | Chanson                |
| --------------------------- | ---------------------- |
| Albërie Hadërgjonaj         | Ku ta gjej dikë ta dua |
| Aldo Bardhi                 | Melodi                 |
| Arilena Ara                 | Shaj                   |
| Bojken Lako                 | Malaseen               |
| Devis Xherahu               | Bisedoj me serenatën   |
| Eli Fara & Stresi           | Bohemë                 |
| Elvana Gjata                | Me tana                |
| Era Rusi                    | Eja merre              |
| Gena                        | Shqiponja e lirë       |
| Genc Tukiçi et Nadia Tukiçi | Ju flet Tirana         |
| Kamela Islamaj              | Më ngjyros             |
| Kanita Suma                 | Ankth                  |
| Kastro Zizo                 | Asaj                   |
| Olta Boka                   | Botë për dy            |
| Renis Gjoka                 | Loja                   |
| Robert Berisha              | Ajo nuk është unë      |
| Sara Bajraktari             | Ajër                   |
| Tiri Gjoci                  | Me gotën bosh          |
| Valon Shehu                 | Kutia e Pandorës       |
| Wendi Mancaku               | Ende                   |

### Demi-finales
| 1  | Genc Tukiçi et Nadia Tukiçi | Ju flet Tirana         |
| 2  | Sara Bajraktari             | Ajër                   |
| 3  | Devis Xherahu               | Bisedoj me serenatën   |
| 4  | Kanita Suma                 | Ankth                  |
| 5  | Kamela Islamaj              | Më ngjyros             |
| 6  | Bojken Lako                 | Malaseen               |
| 7  | Elvana Gjata                | Me tana                |
| 8  | Aldo Bardhi                 | Melodi                 |
| 9  | Renisi Gjoka                | Loja                   |
| 10 | Albërie Hadërgjonaj         | Ku ta gjej dikë ta dua |

| 1  | Kastro Zizo       | Asaj              |
| 2  | Tiri Gjoci        | Me gotën bosh     |
| 3  | Olta Boka         | Botë për dy       |
| 4  | Era Rusi          | Eja merre         |
| 5  | Wendi Mancaku     | Ende              |
| 6  | Robert Berisha    | Ajo nuk është unë |
| 7  | Gena              | Shqiponja e lirë  |
| 8  | Eli Fara & Stresi | Bohemë            |
| 9  | Arilena Ara       | Shaj              |
| 10 | Valon Sheku       | Kutia e Pandorës  |

### Finale
La finale a lieu le 22 décembre 2019. 10 artistes y sont en compétition. Chaque juré attribue dans l'ordre 18, 13, puis de 10 à 1 point au douze chansons en compétition.
- Vainqueur
- Deuxième
- Troisième

| Finale | Finale              | Finale                 | Finale      | Finale         | Finale      | Finale   | Finale   | Finale | Finale |
| Ordre  | Artiste             | Chanson                | C. Björkman | D. Kontopoulos | F. Bergsson | M. Minga | R. Petro | Total  | Place  |
| ------ | ------------------- | ---------------------- | ----------- | -------------- | ----------- | -------- | -------- | ------ | ------ |
| 1      | Valon Shehu         | Kutia e Pandorës       | 1           | 2              | 7           | 7        | 6        | 23     | 8      |
| 2      | Sara Bajraktari     | Ajër                   | 13          | 10             | 10          | 8        | 9        | 50     | 3      |
| 3      | Robert Berisha      | Ajo nuk është unë      | 9           | 3              | 2           | 3        | 1        | 18     | 10     |
| 4      | Tiri Gjoci          | Me gotën bosh          | 2           | 4              | 8           | 6        | 3        | 23     | 8      |
| 5      | Bojken Lako         | Malaseen               | 3           | 8              | 3           | 18       | 13       | 45     | 4      |
| 6      | Arilena Ara         | Shaj                   | 10          | 13             | 13          | 13       | 18       | 67     | 1      |
| 7      | Gena                | Shqiponja e lirë       | 4           | 7              | 1           | 1        | 5        | 18     | 10     |
| 8      | Kamela Islamaj      | Më ngjyros             | 6           | 6              | 4           | 9        | 10       | 35     | 6      |
| 9      | Albërie Hadërgjonaj | Ku ta gjej dikë ta dua | 7           | 5              | 6           | 5        | 4        | 27     | 7      |
| 10     | Elvana Gjata        | Me tana                | 18          | 18             | 18          | 2        | 8        | 64     | 2      |
| 11     | Olta Boka           | Botë për dy            | 5           | 1              | 5           | 4        | 2        | 17     | 12     |
| 12     | Era Rusi            | Eja merre              | 8           | 9              | 9           | 10       | 7        | 43     | 5      |

Au terme de la soirée, Arilena Ara remporte la victoire avec sa chanson Shaj et est désignée comme représente de l'Albanie pour l'Eurovision 2020.
La chanson est traduite en anglais pour l'Eurovision, sous le titre Fall from the Sky.

## À l'Eurovision
L'Albanie aurait participé à la deuxième demi-finale, le 14 mai puis, en cas de qualification, à la finale du 16 mai 2020.
Le 18 mars 2020, l'annulation du Concours en raison de la pandémie de Covid-19 est annoncée.